# Největší hity country II
Největší hity country II je studiové album Jakuba Smolíka a Šárky Tomanové které vyšlo v roce 1993 jako MC a CD.

## Seznam skladeb
1. "Čekal jsi asi víc" (Willie Nelson / Michael Žantovský) -
2. "Až se mě děti budou ptát" (Vítězslav Hádl, Ladislav Pikart / Petr Markov) -
3. "Džínová láska" (Josef Blažejovský / Josef Blažejovský) -
4. "Dívka s vlasem medovým" (T.T.Hall / Mirek Hoffman)
5. "Modrá z džín" (Michal Tučný / Michal Tučný) -
6. "Veď mě dál cesto má" (H.J.Deutschendorf / B.Danoff, M.C.Danoff, č.t:Vladimír Poštulka) -
7. "Mám už dávno jinou" (Petr Hanig / Eduard Krečmar) -
8. "Pojď stoupat jak dým" (Ingfer / Wagner, č.t:Vladimír Poštulka) -
9. "Máma" (Randy Goodrum / Jakub Smolík) -
10. "Sundej z hodin závaží" (Kris Kristofferson / Michal Bukovič) -
11. "Muž se srdcem kovboje" (Marcel Zmožek / Marcel Zmožek) -